# Rutino
Rutino község (comune) Olaszország Campania régiójában, Salerno megyében.

## Fekvése
A megye nyugati részén fekszik. Határai: Lustra, Perito, Prignano Cilento és Torchiara.

## Története
Első említése a 11. századból származik. A következő századokban nemesi birtok volt. A 19. században nyerte el önállóságát, amikor a Nápolyi Királyságban felszámolták a feudalizmust.

## Népessége
A népesség számának alakulása:

### Vallási élet
A település védőszentje Mihály arkangyal. Ünnepnapja május 8-a.

## Főbb látnivalói
- San Michele Arcangelo-templom
- San Francesco-kolostor